# Лазар Гошев
Лазар Гошев е български революционер, деец на Вътрешната македоно-одринска революционна организация, по-късно на Леринското благотворително братство.

## Биография
Лазар Гошев е роден в 1884 година в леринското село Долно Котори, тогава в Османската империя. Баща му е деец на ВМОРО. Заедно с баща си взима участие в Илинденско-Преображенското въстание през лятото на 1903 година с четата на Илия Видинов.
Емигрира в САЩ, където по негова инициатива е учредена МПО „Независима Македония“, чийто пръв председател е той.
По-късно Гошев емигрира в Свободна България. Става деец на Леринското македонско братство и е негов подпредседател от 1927 година. Делегат е на Седмия конгрес на Съюза на македонските емигрантски организации и е сред тези делегати, които подкрепят протогеровисткото крило.
След разгрома на Югославия и Гърция от Германия и частичното освобождение на Македония в 1941 година Гошев се установява в освободена Битоля, където изгражда Временен лерински акционен комитет. Мицко Романов става председател на комитета, а Гошев – негов секретар. Към 12 юни 1941 година акционният комитет в Лерин е в състав: Димитър Попхристов – председател, Васил Пристов – подпредседател, Иван Ляпчев – секретар и членове Лазар Гошев, доктор Васил Лолов, Терамон Попов и Борис Димушев.
През януари 1970 година е награден с орден „За гражданска доблест и заслуга“, II степен, по повод годишнината от Илинденско-Преображенското въстание.